# Médaille Eringen
La médaille Eringen est une récompense attribuée annuellement depuis 1976 par la Society of Engineering Science (SES) en honneur de Ahmed Cemal Eringen, professeur à Princeton et fondateur de la SES.

## Récipiendaires
Liste des lauréats :
- 1976 – Lofti Zadeh
- 1977 – Ahmed Cemal Eringen, Samuel Ting
- 1978 – Raymond Flory
- 1979 – Ian Sneddon (en)
- 1980 – Edward Teller
- 1981 – Joseph Keller
- 1982 – Harold Grad
- 1983 – Robert Byron Bird
- 1984 – Kenneth Geddes Wilson
- 1985 – Bernard Budiansky (en)
- 1986 – Paul Naghdi (en)
- 1988 – George Herrmann (de)
- 1989 – John Tinsley Oden
- 1991 – James Knowles (pt)
- 1992 – Ray Clough
- 1993 – Fazıl Erdoğan (tr)
- 1994 – Charles Francis Curtiss
- 1995 – Satya Atluri (en)
- 1996 – Sivaramakrishna Chandrasekhar (en)
- 1998 – Pierre-Gilles de Gennes
- 1999 – Michael Ashby
- 2000 – Ekkehart Kröner (de)
- 2003 – Gérard Maugin
- 2004 – Kumbakonam Rajagopal
- 2005 – Cornelius Horgan
- 2008 – Subra Suresh (en)
- 2010 – Robert Ritchie (en)
- 2011 – Ares Rosakis (en)
- 2012 – David Barnett
- 2013 – Guruswami Ravichandran (en)
- 2014 – John Rogers
- 2016 – Gang Chen (en)
- 2017 – Xiang Zhang (en)
- 2019 – Evelyn Hu
- 2020 – Thomas J.R. Hughes
- 2021 – Ellen Arruda (en)
- 2022 – L. Catherine Brinson
- 2023 – Glaucio Paulino
- 2024 – Julia R. Greer (en)